# Aeropuerto General Bartolomé Salom
El Aeropuerto General Bartolomé Salom (IATA: PBL, OACI: SVPC) es un aeropuerto venezolano ubicado en Puerto Cabello, estado Carabobo. Es llamado así en honor al general independentista porteño Bartolomé Salom. Durante muchos años tuvo rango de aeropuerto internacional.

## Historia
Fue inaugurado en 1953 por el gobierno de Marcos Pérez Jiménez como aeropuerto alterno al terminal de Maiquetía. Comenzó a funcionar como terminal internacional el 12 de diciembre de 1967, mediante decreto del presidente Raúl Leoni.
El 23 de noviembre de 1973, la Marina de Guerra de Venezuela  se instaló en la premisas aeroportuarias con 6 nuevas unidades aéreas Grumman Trackers S2-E conformando ellos el  Escuadrón Aeronaval Antisubmarino AS-10 el cual permanece hasta el día de hoy.
El 20 de marzo de 1992 el Ministerio de Transporte y Comunicaciones entregó a la gobernación del estado Carabobo la administración y mantenimiento del Aeropuerto General Bartolomé Salom. En los años 1990 del siglo pasado el aeropuerto fue decayendo hasta que solo funcionaba para vuelos privados.
En 2009, el gobierno de Venezuela pasó la administración del Aeropuerto General Bartolomé Salom al Ministerio del Poder Popular para las Obras Públicas y Vivienda; y posteriormente a la Bolivariana de Aeropuertos, BAER S.A., ente adscrito al Ministerio del Poder Popular para Transporte Acuático y Aéreo.
El 7 de marzo de 2014 fue reinaugurado el aeropuerto. En octubre de 2014 se suspendieron definitivamente los vuelos de las dos líneas aéreas que operaban en el aeropuerto desde marzo de 2014: Conviasa y Aeropostal. En enero de 2015 el aeropuerto solo recibía vuelos privados.
Desde mayo de 2015 hasta junio del mismo año, el Aeropuerto General Bartolomé Salom fue sede temporal de las rutas de Avior (Barcelona, Aruba y Curazao) y Aeropostal (Porlamar) que prestaban servicios en el Aeropuerto Internacional Arturo Michelena de Valencia, debido a los trabajos de rehabilitación en la pista de aterrizaje del terminal aéreo valenciano.
Actualmente reinició operaciones el 16 de noviembre de 2017 con 2 vuelos semanales, con la Aerolínea Turpial Airlines con su destino Puerto Cabello-Maracaibo-Puerto Cabello y Albatros Airlines con su destino Puerto Cabello-Los Roques-Puerto Cabello,próximamente llegan los vuelos con la Aerolínea Conviasa, Laser Airlines y Aruba Airlines.
Actualmente desde el 23 de diciembre de 2017 es administrado por la Gobernación Bolivariana de Carabobo.